# تسارینا، اوسچینا

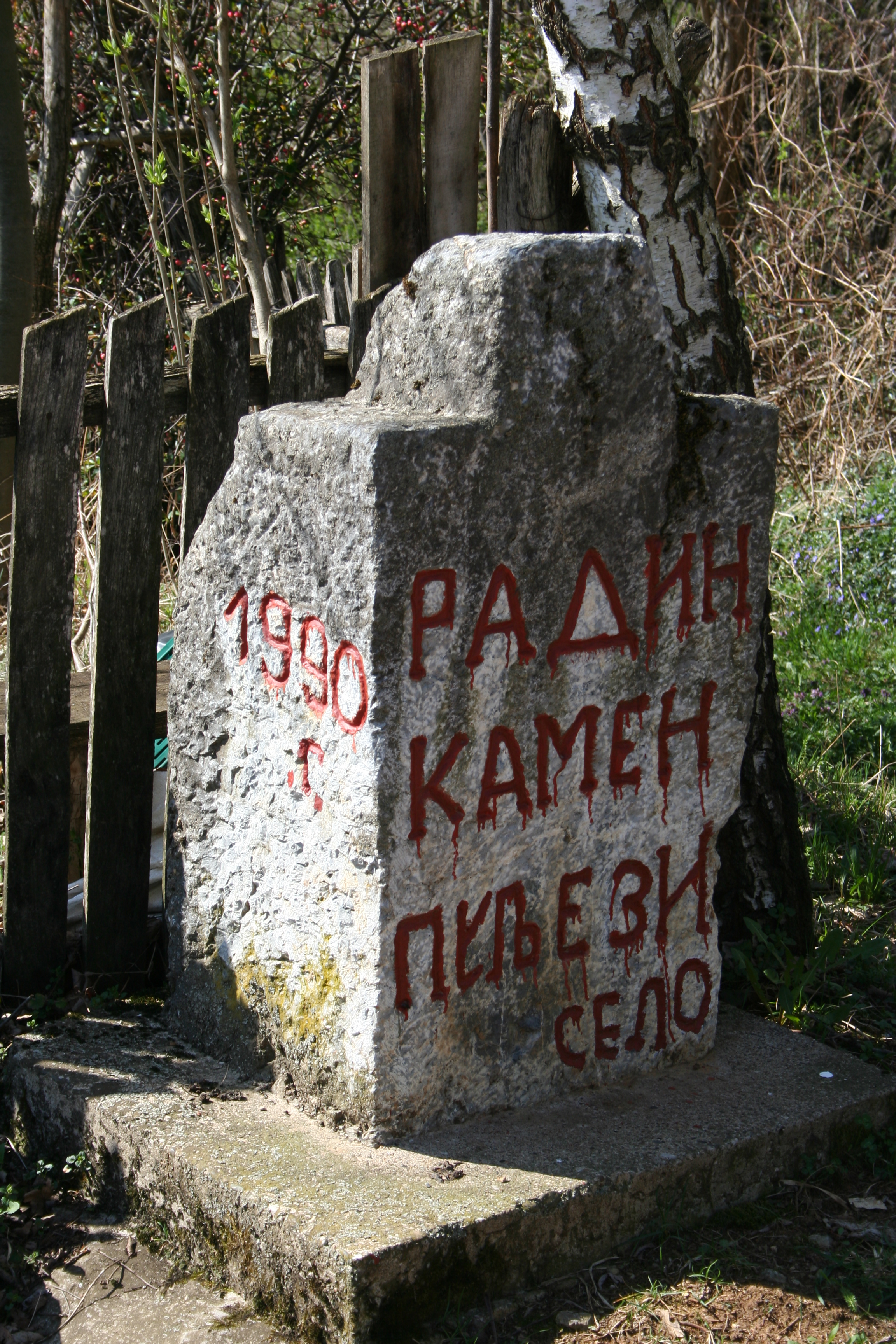
سنگ قبر فردی در روستای تسارینا که در سال ۱۹۹۰ میلادی درگذشته

تسارینا (به صربی: Carina) یک روستا در صربستان است که در اوبرنوواتس واقع شده‌است.